# Rzeszotary (województwo małopolskie)
Rzeszotary – wieś w Polsce, położona w województwie małopolskim, w powiecie krakowskim, w gminie Świątniki Górne.

## Integralne części wsi
| SIMC    | Nazwa            | Rodzaj    |
| ------- | ---------------- | --------- |
| 0337700 | Panciawa         | część wsi |
| 0337716 | Podlesie         | część wsi |
| 0337722 | Polanki          | część wsi |
| 0337739 | Rzeszotary Dolne | część wsi |
| 0337745 | Rzeszotary Górne | część wsi |
| 0337751 | Zaglonki         | część wsi |
| 0337768 | Zalesie          | część wsi |

## Historia
Początki Rzeszotar sięgają XI wieku, kiedy to założone zostały przez książąt krakowskich jako ich wieś służebna. Mieszkańcy mieli obowiązek dostarczania na zamek krakowski sit do czyszczenia zboża i przesiewania mąki nazywanych trzyniakami, przetakami lub rzeszotami. Nazwy sit wiązały się przede wszystkim z ich przeznaczeniem, uzależnionym od wielkości oczek. Tak więc Rzeszotary zamieszkiwali ludzie wyrabiający rzeszota – „rzeszotarze”.
Wieś powstała przez wyrąb lasów bądź wypalanie, czyli – jak to dawniej określano – „na surowym korzeniu”. Pierwsze domostwa lokowano wokół wielkiego, okrągłego stawu, znajdującego się w Rzeszotarach Górnych (dzisiejsza ulica Górny Rynek). Ludność tamtejsza, według brzmienia nazwisk, była pochodzenia polskiego, wyjąwszy nieliczną grupę kolonistów niemieckich, zwanych Szwabami – istnieje przysiółek o nazwie Szwaby (ulica Szlachecka), którzy spolonizowali się.
Od przełomu XII/XIII wieku Rzeszotary były własnością rycerską. Do końca XIX wieku dominowało w nich rolnictwo. Wiek XX przyniósł intensywny rozwój rzemiosła ślusarskiego, co wpłynęło na zmianę charakteru zatrudnienia mieszkańców i wzrost ich zamożności. Nie bez znaczenia pozostawało także zatrudnienie w Krakowie, Wieliczce, Świątnikach Górnych oraz za granicą. Z czasem wyodrębniły się dwie wsie, tj. Rzeszotary Duże (dzisiaj Rzeszotary Górne) i Rzeszotary Małe (dzisiaj Rzeszotary Dolne).
Pierwsza historyczna wzmianka o Rzeszotarach pochodzi z XIV wieku, a ściślej z 1375 roku. Ówczesny dziedzic wsi nazywał się Jakub Rzeszotko. Kolejna wzmianka jest z 1381 r. – Franko z Rzeszotar był świadkiem umowy zawartej pomiędzy benedyktynami tynieckimi a proboszczem kościoła w Lisiej Górze koło Tarnowa.
W końcu XIV wieku we wsi mieszkała rodzina Pęcherzów (Panchyrzów), której własnością była kamienica usytuowana na rogu ulic Jagiellońskiej i św. Anny w Krakowie. Po jej wykupieniu w 1400 r. przez króla Władysława Jagiełłę i przebudowaniu w XV w stała się siedzibą Collegium Maius, najstarszej części Uniwersytetu Jagiellońskiego.
Same Rzeszotary także w 1400 r. zostały sprzedane przez wdowę po Stefanie Pęcherzu Małgorzatę i jej syna Franciszka Andrzejowi Czarnyszy, od którego 15 lat później odkupił je Jan Bona-Junta. Z kolei tegoż syn – Franciszek Junta w 1442 r. przed wyprawą z królem Polski Władysławem III nad Morze Czarne przeciw Turkom, zapisał je klasztorowi Bożego Ciała na Kazimierzu: "300 grzywien zabezpieczonych na obu wioskach Rzeszotary [tj. Górnych i Dolnych] za zbawienie duszy ojca i swojej, gdyby przyszło mu zginąć w bitwie z Turkami i do kraju nie powrócić".
Rzeczywiście w bitwie pod Warną w 1444 r. wraz z królem (który zyskał przydomek „Warneńczyk”) zginął także Franciszek Junta. W tym samym roku wdowa po nim – Jadwiga z Jordanów Juntowa, jej syn Franciszek i córka, wypełniając wolę zmarłego, podarowali za pośrednictwem Sądu Ziemskiego Krakowskiego obie wsie Rzeszotary wspomnianemu klasztorowi. Klasztor prowadzony był wówczas przez kanoników regularnych laterańskich. W ich władaniu znalazły się Rzeszotary na kolejne 340 lat, aż do reform józefińskich, kiedy w zaborze austriackim (zwanym wtedy Galicją i Lodomerią) zniesiono 74 klasztory, a majątek ich rząd austriacki przejął na własność i wystawił na licytację.
W ramach tych reform Rzeszotary, jako majątek klasztorny, zostały w 1785 roku skonfiskowane na rzecz austriackiego ministerstwa finansów i po III rozbiorze w 1795 roku sprzedane. Nabyła je rodzina Żelechowskich herbu Ciołek, po nich Różańscy a następnie Zawadzcy herbu Habdank.
Murowany dwór w rzeszotarskim majątku, zamieszkiwany przez posesora (dzierżawcę) został zniszczony w 1846 roku w czasie rebelii chłopskiej przez chłopów z Koźmic, Janowic, Podstolic i Rzeszotar. Odbudował go Feliks Żelechowski dzięki pożyczce udzielonej przez krewnych z Bogusz koło Grajewa w białostockiem.
Na pieczęci Rzeszotar z tamtych czasów, w otoku widniał napis „Dominium Rzeszotary”, co oznacza dużą posiadłość będącą w czyimś posiadaniu. N tarczy widnieje odwzorowanie herbu Żelechowskich – Ciołek. W późniejszym czasie Rzeszotary posługiwały się pieczęcią wiejską. Składały się na nią trójkąt Opatrzności Bożej jako godło i nazwa „Gmina Rzeszotary” w otoku. W pamięci historycznej Polaków zachowało się dwóch Żelechowskich z Rzeszotar Józef Witold i Tadeusz, którzy brali udział w powstaniu styczniowym w 1863 roku. W rękach wymienionych wyżej rodów pozostawał dwór stanowiący centrum wsi, zarówno w aspekcie gospodarczym jak i kulturowym. Do niego należał młyn (na miejscu dzisiejszej ulicy Młyńskiej) i karczma, której dzierżawcami byli przeważnie Żydzi. Stary dom, w którym się ona mieściła, jest dziś nadal zamieszkany i znajduje się w części Rzeszotar nazywanej Mośkówką. Należący do dworu folwark w 1924 r. nabył Józef Cyzer. Z czasem kupił zapewne i dwór, gdyż od niego nabyła go Anna Oświęcimska, właścicielka nieistniejącej już apteki „Pod Złotym Słoniem” w Krakowie.
W 1945 r. cały majątek dworski, mimo że nie przekraczał ustawowych 50 ha, został przejęty przez państwo, po czym jego użytki rolne zostały rozparcelowane, a lasy upaństwowione. Z części majątku dworskiego została utworzona Rolnicza Spółdzielnia Produkcyjna, uważana za jedną z pierwszych w Polsce. Wygnana z dworu ostatnia dziedziczka, Anna Oświęcimska zmarła 9 marca 1949 roku. Pochowana jest na Cmentarzu Rakowickim w Krakowie.
Dwór zasiedlony przez nowych mieszkańców i administrowany przez powojenną władzę, niszczał i w miarę upływu czasu popadał w coraz większą ruinę. W pierwszej dekadzie XXI w. został rozebrany.
W latach 1975–1998 miejscowość położona była w województwie krakowskim.

## Szkoła podstawowa
Data powstania szkoły podstawowej nie jest znana. Jednak na podstawie wiadomości dotyczących powstania szkoły w pobliskim Ochojnie wnioskować można, że szkoła w Rzeszotarach istniała przed rokiem 1884, gdyż akt fundacyjny szkoły w Ochojnie z tego roku przynosi informację, że była ona filią szkoły w Rzeszotarach. Pierwsza nauczycielka szkoły w Ochojnie otrzymała nominację w 1885 roku – podlegała służbowo kierownictwu szkoły etatowej w Rzeszotarach. W 1964 roku szkole nadano patrona, został nim astronom Jan Kowalczyk. Uroczystość nadania patrona była połączona z obchodami 600-lecia Uniwersytetu Jagiellońskiego, którego Jan Kowalczyk był studentem. Mieszkańcy Rzeszotar z własnych składek zbudowali nową szkołę. Jej otwarcie nastąpiło w 1981 roku. Budynek starej szkoły rozebrano w 2000 roku. Dziś jest to nowoczesna szkoła z dobrze wyposażonymi salami oraz boiskiem, halą sportową, przebieralniami i pomocami naukowymi. Przy szkole działa biblioteka.

## Demografia
Na przestrzeni wieków liczba mieszkańców Rzeszotar systematycznie wzrastała. Sprzyjało temu usytuowanie geograficzne, powiązanie z klasztorem Bożego Ciała na Kazimierzu i dworem książęco–królewskim. W latach 1820–1824 mieszkańców było 934, domów 178. W 1847 r. 102 domy (zachował się imienny spis właścicieli, dziedzicem był wtedy Feliks Żelechowski). W 1868 r. mieszkańców było 602 – spadek spowodowany był zgonami mieszkańców z powodu chorób (tyfus, szkarlatyna, czerwonka, cholera). Zmarłych grzebano na cmentarzu położonym na granicy Ochojna i Podstolic, nazywanym Cmentarzem Cholerycznym.
W 1880 r. Rzeszotary zamieszkiwało 1228 osób, w tym 21 Żydów, domów wraz z folwarkami było 146. W II połowie XX w. liczba mieszkańców wynosiła 2000. Według danych GUS w 2009 roku Rzeszotary liczyły 2724 mieszkańców. 2 kwietnia 2012 r. zameldowane były 2794 osoby. Ich liczba stale rośnie w związku z rosnącą dezurbanizacją. Obecnie w Rzeszotarach jest 950 numerów domów.

## Administracja
Rzeszotarom kilka razy zmieniano przynależność do powiatów. Początkowo należały do powiatu szczyrzyckiego, następnie – po 1815 r. do podgórskiego, zaś od 1866 r. do wielickiego. Od roku 1999 należą do powiatu krakowskiego. Wchodzą w skład najmniejszej powierzchniowo gminy miejsko-wiejskiej w Polsce – Świątniki Górne.
Rzeszotary od czasu reform administracji państwowej z 1933 r. były gminą wiejską. Tego roku weszły w skład gminy zbiorowej Świątniki Górne. Sołtysem gromady Rzeszotary z wyboru był Paweł Sikora, aż do tragicznej śmierci w nocy z 16/17 X 1946 roku (patrz niżej).
W drugiej połowie XX w. Rzeszotary zaczęły się intensywnie rozwijać. W roku 1953 Sejm wydał ustawę o reformie podziału administracyjnego. Wtedy to w myśl hasła „Władza bliżej obywatela” powołana została Gromadzka Rada Narodowa z siedzibą w Rzeszotarach, złożona z sołectw Rzeszotary i Ochojno, istniejąca do 1960 roku. Potem przywrócono dawny stan rzeczy i Rzeszotary znów powróciły do świątnickiej gminy.
W marcu 2013 roku wprowadzono nazwy ulic. Nazwy te mają zróżnicowaną etymologię. Wywodzą się z historii miejscowości, wiążą się z położeniem geograficznym, nazwami przysiółków, krajobrazami. Kilka z nich zaczerpnięto ze starych map „Kraju koronnego Galicya”.

## Morderstwo w 1946 roku
W nocy 16/17 października 1946 r. został zamordowany sołtys Rzeszotar – Paweł Sikora i dwaj inni mieszkańcy: Leon Jania i Józef Burda. Wszyscy byli działaczami PSL. Tragedii dopełniło czwarte morderstwo dokonane na pochodzącym z Rzeszotar, zamieszkałym w Krakowie-Prokocimiu Józefie Chachlicy, który jako działacz PSL szczebla wojewódzkiego i krewny pomordowanych przemawiał na ich uroczystości pogrzebowej w Podstolicach.
Istnienie partii politycznych i różnego typu organizacji, w tym związkowych, na terenie Rzeszotar jest po dziś prawie niezbadane. Wiadomości są szczątkowe i nieudokumentowane. Wiadomo jednak, że w okresie II Rzeczypospolitej działało Koło Młodzieży Wiejskiej „Wici”, które w marcu 1936 roku zostało rozwiązane przez komunistów. W czasie II wojny światowej wielu mieszkańców Rzeszotar należało do Armii Krajowej, a po zakończeniu wojny niektórzy podjęli współpracę z nową „władzą ludową” (wstąpili do ORMO bądź PPR) w płonnej nadziei, że będzie ona sprawiedliwsza od tej przedwojennej. PSL podjęło walkę wyborczą przeciw dyktaturze PPR, co skończyło się brutalną likwidacją stronnictwa. W Rzeszotarach koło PSL powstało 11 listopada 1945 roku. Założył je Józef Chachlica. Do dziś ocalały legitymacje członków z tego okresu, zdjęcie i sztandar, który zaprezentowany został w 2011 roku z okazji uroczystości odsłonięcia pomnika ku czci Pomordowanych w 1946 roku przez komunistów. Pomnik znajduje się na ulicy Górny Rynek, obok Domu Wielofunkcyjnego.

## Parafia
Rzeszotary należały przez setki lat do parafii pod wezwaniem Ducha Świętego w Podstolicach, istniejącej od XIII wieku. Po usunięciu religii ze szkół w 1958 roku, katecheza i niedzielne nabożeństwa odbywały się w punkcie katechetycznym, przy dzisiejszej ulicy Zarzecze. Projekt budowy świątyni powstał w 1984 roku. Pomysłodawcą był ks. Jan Pałasz, podstolicki proboszcz. Pierwotnie miała to być kaplica. W 1991 r. przekazano symboliczne klucze do kościoła ks. Wiesławowi Nowakowi. Kościół poświęcono w 1992 r. Rok później ukończono prace nad zakładaniem cmentarza. W 1994 r. została erygowana parafia pw. św. Jana Chrzciciela. Ksiądz kard. Franciszek Macharski konsekrował kościół w Roku Jubileuszowym (2000).

## Wybitni mieszkańcy Rzeszotar
- Jan Kowalczyk – astronom, docent UJ i adiunkt obserwatorium astronomicznego w Krakowie, docent Szkoły Głównej i dyrektor Obserwatorium Astronomicznego w Warszawie, autor prac naukowych z astronomii, meteorologii i botaniki w czterech językach.
- Zygmunt Zieliński – generał, major CK Armii, dowódca Legionów Polskich, Polskiego Korpusu Posiłkowego i generał broni Wojska Polskiego. Wielokrotny zwycięzca na polach bitewnych I wojny światowej i wojny polsko-bolszewickiej. Bliski współpracownik i przyjaciel Józefa Piłsudskiego. Wielokrotnie odznaczany. Jego imieniem została nazwana jedna z ulic w jego rodzinnej miejscowości.
- Andrzej Burda – profesor i rektor UMCS w Lublinie, prokurator generalny PRL, doktor honoris causa UJ.

## Miejsca pamięci
- Obelisk pomordowanych w 1946 roku.

## Atrakcje
- Ośrodek jeździecki ze stadniną koni huculskich[5].
- Małopolskie Centrum Hipoterapii "Zagroda Możliwości"

## Komunikacja aglomeracyjna
Transport publiczny na terenie Rzeszotar zapewnia Miejskie Przedsiębiorstwo Komunikacyjne w Krakowie.
- Linie dzienne:
  - 215: Borek Fałęcki – Rzeszotary Panciawa (tylko południowa część wsi)
  - 225: Borek Fałęcki – Świątniki Górne Urząd Miasta i Gminy
  - 285: Borek Fałęcki – Ochojno Remiza
- Weekendowa linia nocna:
  - 915: Łagiewniki – Świątniki Górne Urząd Miasta i Gminy

Mieszkańcy korzystają również z dwóch linii prywatnej firmy przewozowej FB.
- 15: Nowy Kleparz – Janowice